# Station Sasayamaguchi
Station Sasayamaguchi  (篠山口駅,  Sasayamaguchi-eki) is een spoorwegstation in de Japanse stad Sasayama in de prefectuur Hyōgo. Het wordt aangedaan door de Fukuchiyama-lijn, waar deze overgaat in de ‘JR Takarazuka-lijn’, de officiële bijnaam voor het gedeelte tussen dit station en Amagasaki. Er zijn drie sporen, gelegen aan een zijperron en aan een eilandperron.  Alle sporen worden voor beide richtingen gebruikt.

## Treindienst

### JR West
Naast de Fukuchiyama-lijn stopt sinds 12 maart 2011 ook de speciale sneltrein Kōnotori in dit station. Deze intercity verbindt het station Shin-Ōsaka met de Kinosaki Onsen. 

| 1,3,4 | ■ JR Takarazuka-lijn | richting Sanda, Takarazuka en Ōsaka |
| 1,3,4 | ■ Fukuchiyama-lijn   | richting Fukuchiyama                |

## Geschiedenis
Het station werd in 1899 geopend onder de naam Sasayama, maar in 1944 werd de naam veranderd in Sasayamaguchi. Tot de opheffing in 1972 had de ‘Sasayama-lijn’ haar eindhalte aan dit station.

## Overig openbaar vervoer
Er zijn busverbindingen met enkele omliggende steden. 

## Stationsomgeving
Het station ligt aan de rand van de stad Sasayama, waardoor vele gebouwen met een publieke functie alsmede winkelcentra niet in de directe omgeving van het station liggen.
- FamilyMart
- Heart-in
- Autoweg 176

(JR Kioto-lijn<<) ·  Ōsaka ·  Tsukamoto ·  Amagasaki ·  Tsukaguchi ·  Inadera ·  Itami ·  Kita-Itami ·  Kawanishi-Ikeda ·  Nakayamadera ·  Takarazuka ·  Namaze ·  Nishinomiyanajio ·  Takedao ·  Dōjō ·  Sanda ·  Shin-Sanda ·  Hirono ·  Aino ·  Aimoto ·  Kusano ·  Furuichi ·  Minami-Yashiro ·  Sasayamaguchi ·  Tamba-Oyama ·  Shimotaki ·  Tanikawa ·  Kaibara ·  Isō ·  Kuroi ·  Ichijima ·  Tamba-Takeda ·  Fukuchiyama · (>>Sanin-lijn)